# Одна битва за іншою
«Одна битва за іншою» (робоча назва — «Битва при Бактан-Кросі»; англ. One Battle After Another) — американський кінофільм 2025 року в жанрі чорної комедії, зрежисований Полом Томасом Андерсоном. Вільна екранізація роману Томаса Пінчона «Винокрай», дія якого адаптована під сучасні реалії. Головну роль виконав Леонардо Ді Капріо. В український прокат фільм вийде 25 вересня 2025 року.

## Сюжет
Стрічка є вільною екранізацією роману Томаса Пінчона «Винокрай», дія якого перенесена з 1990-х років у XXI століття. Колишній хіпі Боб Фергюсон, наркоман і алкоголік, розпочинає стосунки з шаленою за темпераментом Профідією. Дівчина йде до нього від полковника Локджо, білого супремасиста, який розпочинає помсту проти них, викравши доньку Фергюсона…

## У ролях
- Леонардо Ді Капріо — Боб Фергюсон
- Шон Пенн — полковник Стівен Джей Локджо
- Теяна Тейлор — Профідія
- Реджина Голл — Діандра
- Бенісіо Дель Торо — Сенсей, інструктор з карате
- Вуд Гарріс
- Алана Хаїм
- Дональд Воррен Маффетт

## Створення

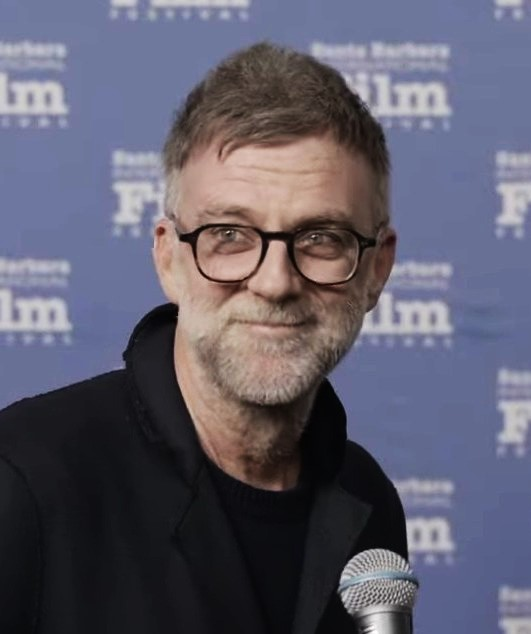
Пол Томас Андерсон у 2022 році

Про початок роботи над новим фільмом Пола Томаса Андерсона було оголошено в січні 2024 року та названий основний акторський склад: Леонардо Ді Капріо, Шон Пенн, Реджина Голл тощо. Ді Капріо хотів попрацювати з Андерсоном протягом 25 років — актор був затверджений на головну роль у «Ночі в стилі бугі», але тоді обрав «Титанік». За виконання головної ролі в «Одній битві за іншою» Ді Капріо отримав понад 20 мільйонів доларів.
Знімальний процес розпочався у січні 2024 року в округах Гумбольдт і Сакраменто, штат Каліфорнія, зокрема у містах Арката, Юрика, Тринідад і Сакраменто. Під час знімань у парку Сезара Чавеса в Сакраменто були насильно виселені безпритульні, які мешкали там у наметах.
З червня того ж року знімання відбувались у місті Ель-Пасо, штат Техас. Створення фільму завершилось у вересні 2024 року. Оператором Майклом Бауманом «Одна битва за іншою» була знята на кіноплівку шириною 35 мм із застосуванням формату VistaVision.
З бюджетом понад 140 мільйонів доларів фільм став найбільш вартісним у кар'єрі Пола Томаса Андерсона. Серед музичного супроводу «Однієї битви за іншою» пісні різних епох: Dirty Work гурту Steely Dan, Mo Bamba репера Sheck Wes, Soldier Boy гурту The Shirelles тощо.

## Сприйняття
Наприкінці січня 2025 року практично завершена, майже 3-годинна версія фільму була продемонстрована під час тестового показу у Фініксі, штат Аризона. Перші глядачі повідомили, що це новий крок для Пола Томаса Андерсона, оскільки фільм містить «безліч екшн-сцен та автомобільних гонитв», деякі елементи наукової фантастики. «Одна битва за іншою» нагадала глядачам «Дику штучку» Джонатана Деммі, «Цей шалений, шалений, шалений, шалений світ» Стенлі Крамера та один із улюблених фільмів Андерсона «Конфіскатор». «Лякаюче» виконання Шоном Пенном злодійської ролі було відзначено окремо — висловлювались припущення, що актор виграє за неї свій третій «Оскар».
У квітні 2025 року Леонардо Ді Капріо наголошував, що з цим фільмом «неймовірно епічного масштабу» Андерсон «зайшов на території політики та культури, які обпікають нашу підсвідомість».